# Laglorieuse
Laglorieuse är en kommun i departementet Landes i regionen Nouvelle-Aquitaine i sydvästra Frankrike. Kommunen ligger i kantonen Mont-de-Marsan-Sud som tillhör arrondissementet Mont-de-Marsan. År 2022 hade Laglorieuse 603 invånare.

## Befolkningsutveckling
Antalet invånare i kommunen Laglorieuse
Referens:INSEE